# Montiano
Montiano (romanyol nyelven Muncèn vagy Muncìn) település Olaszországban, Emilia-Romagna régióban, Forlì-Cesena megyében. Lakosainak száma 1705 fő (2023. január 1.). Montiano Longiano, Cesena és Roncofreddo községekkel határos.

## Népesség
A település lakossága az elmúlt években az alábbi módon változott:
| Lakosok száma | 1718 | 1694 | 1705 |
|               | 2017 | 2018 | 2023 |